# Madulain

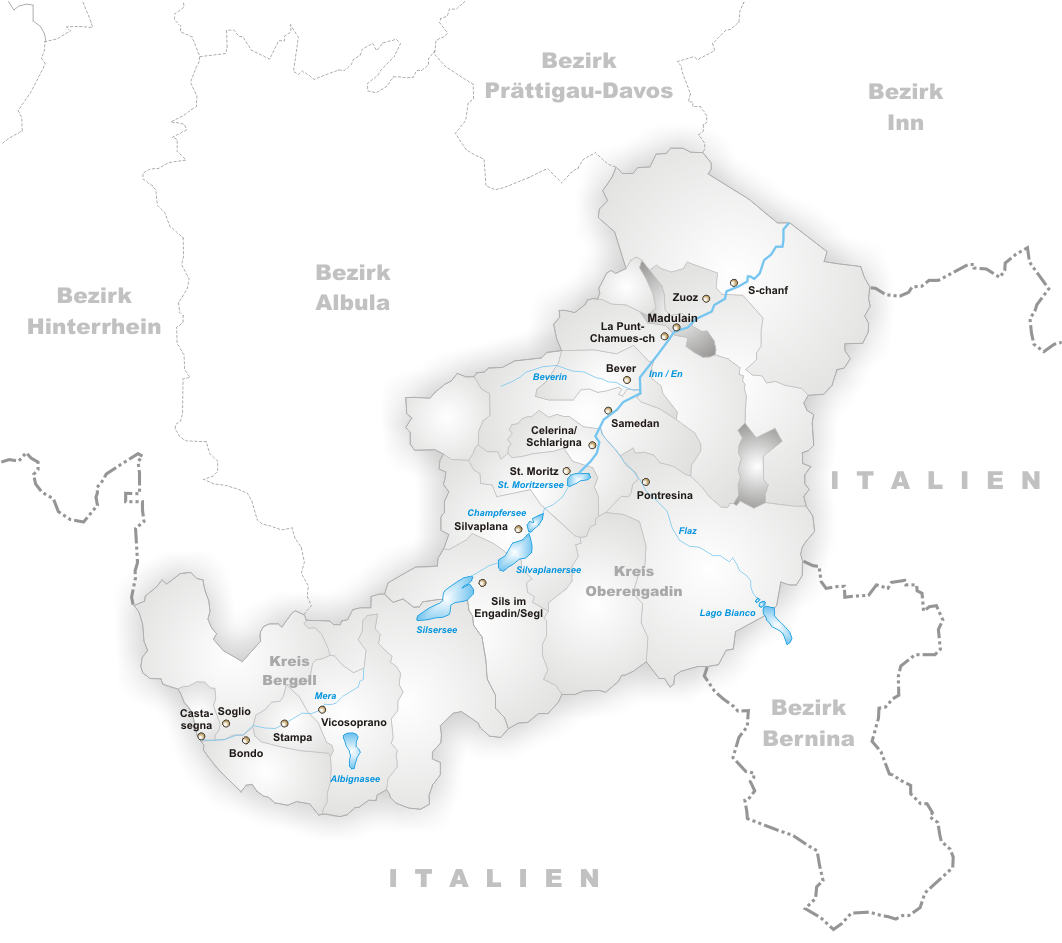
Gmina Madulain w regionie Maloja

Madulain (do 1943 Madulein) – miejscowość i gmina w południowo-wschodniej Szwajcarii, w kantonie Gryzonia, w regionie Maloja, ok. 15 km na północny wschód od Sankt Moritz. Leży na wysokości 1697 m n.p.m., nad rzeką Inn. Powierzchnia gminy wynosi 16,28 km². Jest najmniejszą gminą w regionie zarówno pod względem liczby mieszkańców jak i powierzchni.

## Demografia
W Madulain mieszka 206 osób. W 2020 roku 22,3% populacji gminy stanowiły osoby urodzone poza Szwajcarią. Większość ludności posługuje się niemieckim (53,9%), poza tym językiem retoromańskim (22,2%) i włoskim (17,2%).

## Transport
Przez teren gminy przebiega droga główna nr 27.